# Cevc
Cevc je redkejši priimek v Sloveniji, ki ga je po podatkih Statističnega urada Republike Slovenije na dan  decembra 2008 uporabljalo 33 oseb.

## Znani nosilci priimka
- Anica Cevc (1926—2011), umetnostna zgodovinarka, direktorica Narodne galerije
- Emilijan Cevc (1920—2006), umetnostni zgodovinar, literat, akademik
- Joško p. Gabriel Cevc (1894—1935), duhovnik, frančiškan
- Gregor Cevc (*1951), biofizik, univ. profesor, biotehnolog
- Marjeta (Pija) Cevc (*1970), redovnica uršulinka
- Matija Cevc (*1953), zdravnik internist
- Pavel Cevc (*1941), fizik
- Primož Cevc (*1934), radiofizik, radioterapevt-onkolog
- Tone Cevc (1932—2007), etnolog